# Slavyanka (manzana)
Slavyanka es una  variedad cultigen de manzano (Malus domestica).
Criado en 1899 por I. V. Michurin, Rusia. Primero fructificó en 1896. Las frutas tienen una carne fina y blanca con un sabor dulce, subacido y aromático.

## Sinónimos
- "Slavianka"
- "Slavjanka".[4]

## Historia
'Slavyanka' proviene de Rusia obtenida por I. V. Michurin en 1899.
'Slavyanka' se cultiva en la National Fruit Collection con el número de accesión: 1966 - 038 y nombre de accesión : Slavyanka.

## Características
'Slavyanka' tiene una floración a partir de 7 de mayo con 10% de floración, para el 12 de mayo hay una floración completa (80%) y el 19 de mayo 90% caída de pétalos.
La manzana 'Slavyanka' tiene una talla grande, con forma globosa; nervaduras de tipo medio; corona medio-fuerte; color de fondo amarillo blanquecino, y sobre color naranja; cantidad de color superior ausente, y sobre patrón de color lavado, "russeting" (pardeamiento áspero superficial que presentan algunas variedades) bajo; su jugosidad es jugosa con el color de la pulpa blanco.
El tiempo de recogida se efectúa a principios de octubre.